# Carolina Nabuco
Carolina Nabuco (Río de Janeiro, 9 de febrero de 1890 - ídem, 18 de agosto de 1981), nacida como María Carolina Nabuco de Araújo, fue una escritora y traductora brasileña.
En 1978, Carolina recibió el Premio Machado de Assis, de la Academia Brasileña de Letras, por el conjunto de su obra.

## Biografía
Era hija de Evelina Torres Ribeiro Nabuco y Joaquim Nabuco, escritor, diplomático y diputado general del Imperio del Brasil, cofundador de la Academia Brasileña de Letras. Pasó su infancia en Petrópolis, y su adolescencia en Estados Unidos, donde su padre era embajador de Brasil.
En 1928 publicó su primer libro, que fue la biografía de su padre, Joaquim Nabuco, galardonado con el Premio de Ensayo de la Academia Brasileña de Letras. Trabajó como traductora y escritora.

## Una sucesorayRebecca
En 1934 publicó la novela A Sucessora. La novela se vio envuelta en un escándalo polémico, pues la novela Rebecca de Daphne du Maurier fue presentada después, pudiéndose tratar de un plagio de la novela de Nabuco. A su vez, Nabuco fue acusada de plagiar en A Sucessora la novela Encarnação del autor brasileño José de Alencar, sin embargo ambos libros tienen una trama similar a Jane Eyre.
Según cuenta la propia Nabuco en las páginas de sus memorias Oito décadas (Ocho décadas ), tradujo A Sucessora al idioma inglés con la esperanza de verla publicada en Estados Unidos, y la envió a una agencia literaria de Nueva York, con la petición de que también se pusiera en contacto con agentes en Inglaterra. Tan pronto como conoció Rebecca, escribió a la agencia de Nueva York preguntando por el contacto inglés, pero la respuesta fue que no se había encontrado ninguno. Tras el estreno de la película, el New York Times Book Review publicó un artículo que destacaba las similitudes entre las dos novelas, lo que provocó una refutación inmediata de Du Maurier en una carta al editor.
Aunque hubo repercusiones en Brasil, Nabuco no consideró demandar a los editores ingleses. Cuando se estrenó en Brasil la película Rebecca de Alfred Hitchcock, los abogados de United Artists se acercaron a Nabuco para que firmara un acuerdo (con compensación económica) en el que aceptara que había habido una "coincidencia", pero Nabuco se negó.
Esta información, declarada por la propia Carolina en sus memorias, corrige un error de la escritora Nelly Novaes Coelho, quien afirma, en su Dicionário Crítico de Escritoras Brasileiras (1711–2001) (Diccionario Crítico de Escritoras Brasileñas(1711-2001), que Carolina Nabuco  había denunciado a la escritora inglesa por plagio.
Nina Auerbach, de la Universidad de Pensilvania, cuenta en su obra Daphne du Maurier, Haunted Heiress, que Nabuco había escrito A Sucessora en 1934, enviando la traducción a un editor en Inglaterra, que era el mismo que el novelista inglés. Du Maurier habría sido una de las lectoras de esta traducción y, en 1937, inició Rebeca, publicada un año después, adaptada al teatro en 1939 y a la pantalla en 1940.
A Sucessora fue adaptada como telenovela, en 1978, escrita por Manoel Carlos y emitida por TV Globo.

## Fallecimiento
Carolina murió el 18 de agosto de 1981, en la ciudad de Río de Janeiro, a los 91 años, a causa de un paro cardíaco.

## Obras
- A Vida de Joaquim Nabuco (1929, biografía)
- A Sucessora (1934, novela)
- Chama e Cinzas (1947, novela)
- Meu Livro de Cozinha (1977, libro de cocinak)[10]
- O Ladrão de Guarda-Chuva e Dez Outras Histórias (historias cortas)
- Oito décadas (memorias)
- Santa Catarina de Siena (biografía)
- Virgílio de Melo Franco (biografía)
- Retrato dos Estados Unidos à luz da sua literatura (ensayo)